# Henrico County
Henrico County är ett administrativt område i delstaten Virginia, USA. År 2010 hade countyt 306 935 invånare. Den administrativa huvudorten Richmond hör inte administrativt till själva countyt utan utgör en självständig enhet (independent city).

## Geografi
Enligt United States Census Bureau har countyt en total area på 634 km². 617 km² av den arean är land och 17 km² är vatten.      

### Angränsande countyn
- Chesterfield County - syd
- Goochland County - väst
- Hanover County - nord
- New Kent County - nordost
- Charles City County - sydost